# Collodictyon
Collodictyon is een geslacht van microscopisch klein algenetertjes. Deze eencellige eukaryoot valt niet onder een bekende categorie Eukaryoten. Ze zijn alleen gevonden in het meer As in de buurt van Oslo in Noorwegen.
De afmetingen van een Collodictyon zijn van 30 tot 50 micrometer. Ze hebben vier flagellen. De nauwste verwante is Diphylleia.
Na ca. 20 jaar onderzoek hebben onderzoekers het algenetertje uitgeroepen tot een van de oudste levende organismen en ten opzichte van de mens de meest verre verwant. Het eencellige organisme zou volgens onderzoekers een miljard jaar geleden zijn ontstaan. Het past tot nu toe in geen enkele categorie. Men hoopt met de ontdekking inzicht te krijgen in het leven op aarde honderden miljoenen jaren geleden.